# 425 Cornelia
425 Cornelia este un asteroid din centura principală, descoperit pe 28 decembrie 1896, de Auguste Charlois.